# Kurt Dietrich
Georg Kurt Dietrich (* 11. März 1887 in Querfurt; † 1965) war ein deutscher Landwirt und Ministerialbeamter.

## Leben und Tätigkeit
Er wurde in der Kreisstadt Querfurt in der preußischen Provinz Sachsen geboren. Sein Vater war der Landwirt Louis Ferdinand Dietrich und seine Mutter dessen Ehefrau Johanna Friedericke Dietrich geborene Reuter. Nach der Schulausbildung studierte er. 1919 promovierte er an der Universität Leipzig. Das Thema seiner Dissertation lautete Die Entwicklung des Kartoffelfeldbaues in Sachsen und erschien in Merseburg in Druck.
Als Oberregierungsrat leitete er als Reichsverteidigungsreferent im Reichswirtschaftsministerium unter Minister Hjalmar Schacht ab 1935 gleichzeitig auch das Referat für Ernährung und Landwirtschaft. Dietrich nahm regelmäßig an den Sitzungen des vom Oberkommando der Wehrmacht einberufenen Reichsverteidigungsausschusses teil, um dort als Vertreter des Reichswirtschaftsministerium über Fragen der aktuellen Versorgungslage im Kriegsfall Stellung zu nehmen. Nach dem Krieg war er am Nürnberger Prozess gegen die Hauptkriegsverbrecher beteiligt.
Von 1946 bis 1947 war Kurt Dietrich Ernährungs- und Landwirtschaftsrat der Amerikanischen und Britischen Zone. Danach wechselte er bis 1950 an die Verwaltung für Ernährung, Landwirtschaft und Forsten des Vereinigten Wirtschaftsgebiets. Im Anschluss trat er in das Bundesministerium für Landwirtschaft ein, wo er Leiter des Referats für Recht der Ernährungswirtschaft wurde. 1954 trat Kurt Dietrich als Ministerialrat in den Ruhestand. Danach war er noch bis zum 30. September 1954 als Angestellter nach der ADO für übertarifliche Angestellte im öffentlichen Dienst mit den Dienstbezügen eines Beamten nach der Besoldungsgruppe A 1a beschäftigt.

## Schriften (Auswahl)
- Die Entwicklung des Kartoffelfeldbaues in Sachsen. Merseburg 1919.
- Das Vermittlungsverfahren für die Landwirtschaft nebst Vollstreckungsschutz und Pächterschutz. Bensheimer, Mannheim, Berlin, Leipzig 1932.
- Das Vermittlungsverfahren für die Landwirtschaft nebst Vollstreckungsschutz und Pächterschutz. Teil: Buchführungsverordnung mit Erlass. Bensheimer, Mannheim, Berlin, Leipzig 1933.